# Un día de furia
Un día de furia (Falling Down en inglés) es una película estadounidense de acción y suspenso estrenada en 1993, dirigida por Joel Schumacher, y que trata sobre la tensión y la frustración que genera en muchas personas la vida moderna en las grandes ciudades. El personaje protagonista del filme decide enfrentarse a las adversidades, y lo hace de forma violenta. La cinta participó en la selección oficial del Festival de Cannes de 1993.

## Argumento
William Foster se ha divorciado recientemente, tiene una orden de alejamiento de su exesposa Beth y ha sido despedido de su trabajo en una fábrica de tecnología en California. Cuando el aire acondicionado de su coche deja de funcionar y todos los problemas en su vida sufre una crisis emocional, lo abandona en mitad de un atasco y empieza a caminar generando inconformidad entre los automovilistas varados detrás de él. Un motopatrullero y el sargento Prendergast ayudan a colocar el auto sobre el arcén para no obstruir la de por sí entorpecida circulación. 
En un autoservicio, el dueño coreano se niega a facilitarle cambio para una llamada telefónica y Foster se queja por los elevados precios. Durante la discusión, el dueño saca un bate de béisbol. Foster se lo quita tras un forcejeo y lo utiliza para destruir su mercancía. Luego paga por una Coca Cola, toma el cambio para poder hacer la llamada y se marcha. Poco después, es abordado por dos pandilleros, quienes le comienzan a seguir tras salir del autoservicio, le provocan, le insultan y le exigen su maletín. Un pandillero saca un cuchillo y Foster pelea contra ellos utilizando el bate de béisbol. La pelea termina con Foster haciéndose con el cuchillo. Mientras tanto, el sargento Prendergast, en su último día antes de retirarse en una estación de policía de Los Ángeles, toma declaración al dueño del autoservicio tras su pelea con Foster y decide intervenir para investigar el crimen.
Foster llama a Beth desde una cabina telefónica. A pesar de la orden de alejamiento, insiste en que irá a casa a por su hija, Adele, para celebrar su cumpleaños. Los pandilleros, ahora en un automóvil y con más hombres, encuentran a Foster. Intentan asesinarlo en venganza por el atraco fallido minutos antes disparando con ametralladoras desde el coche, pero solo aciertan a testigos cercanos antes de estrellarse con otro vehículo y quedar malheridos. Foster se acerca al auto, dispara en la pierna al pandillero que le amenazó con el cuchillo y que yace atrapado en el vehículo y toma la bolsa llena de armas con la que intentaron matarlo. Mientras tanto, Beth llama a la policía asustada por las llamadas de Foster y su insistencia en ir al cumpleaños de Adele, pero los oficiales no creen que Foster sea peligroso. Foster camina a través de un parque lleno de indigentes, uno de ellos le pide una limosna antes de quejarse de que Foster tiene dos bolsas mientras que él no tiene nada. Foster cede y le da al indigente su maletín, que sólo contiene el almuerzo de Foster. El indigente protesta furioso mientras que Foster prosigue su camino sólo con la bolsa de armas.
Angela, la novia de uno de los pandilleros accidentados, es interrogada por la policía ya que presenció el asalto en coche. Angela describe a Foster y Prendergast conecta el incidente del autoservicio con el tiroteo, aunque sus compañeros lo desestiman e ignoran. Mientras tanto, en un local de comida rápida, Foster intenta pedir un desayuno, pero ya han cambiado al menú del almuerzo 7 minutos antes. Después de una discusión con el gerente, que se niega a darle un desayuno, Foster saca una ametralladora y accidentalmente dispara al falso techo. Después de intentar asegurar a los aterrados empleados y clientes que no lastimará a nadie, Foster cede y ordena almuerzo en lugar de desayuno, pero luego se queja cuando la hamburguesa que le entregan no se parece en nada a la que se muestra en la foto del menú. Se marcha del local e intenta llamar a Beth desde una cabina telefónica. Tras ser insultado por un hombre impaciente que espera para llamar a su vez, destroza a tiros la cabina con la misma ametralladora, dejando inservible el teléfono y se marcha. Prendergast y su compañera, Torres, empiezan a investigar y encuentran el atasco donde Foster dejó su auto. Prendergast ve la matrícula del auto que vio en la mañana y que dice «D-FENS».
Foster pasa junto a un banco, donde un hombre afroamericano protesta porque han rechazado concederle el préstamo, ya que según el banco «no es economicamente viable». Mientras la policía se lo lleva intercambia una mirada con Foster y dice «No me olvides». A lo que Foster asiente, como si estuviera de acuerdo con el hombre. Después Foster entra en una tienda de suministros militares. El dueño, un supremacista blanco, insulta a dos clientes homosexuales y, cuando Torres llega y le pregunta por Foster, niega haberlo visto, mientras Foster es ocultado en el probador. Cuando ella se va, el dueño felicita a Foster por el incidente de la comida rápida, creyendo que todos los empleados eran negros, y le ofrece a Foster un lanzacohetes. Cuando Foster expresa su malestar por el racismo del dueño, éste le somete, saca un arma e intenta esposarle para entregarle a la policía, pero Foster le apuñala con el cuchillo que le confiscó a los pandilleros y le remata a tiros con su propia arma. Foster decide cambiar de indumentaria para no ser reconocido y se viste de militar y con botas, ya que traía un agujero en uno de sus zapatos, y se va con el lanzacochetes y una nueva bolsa de armas. Llama a Beth nuevamente y le dice que «viene a casa». Alarmada por su discurso divagante y amenazador, Beth llama de nuevo a la policía, quienes llegan y se quedan por un tiempo.
Foster se topa con unos obreros que reparan y les acusa de hacer construcciones innecesarias para justificar su presupuesto. Saca el lanzacohetes, pero no sabe cómo utilizarlo. Un niño, que cree que están filmando una película, le enseña cómo manejar el lanzacohetes. Mientras hablan, Foster accidentalmente dispara el lanzacohetes, hacia una lumbrera destruyendo el sitio en construcción. 
Después, Foster entra en un club de golf privado y camina por el campo. Un golfista le grita a Foster por cruzarse y le da un pelotazo que Foster alcanza a esquivar tirandose al césped. Foster se enfurece y saca una escopeta; se queja por el egoismo del golfista y los que le acompañan, diciendo que «deberian tener niños jugando» ahí. Dispara a un carrito de golf que contenía las píldoras del golfista y éste sufre un ataque cardiaco. Huyendo del incidente llega a una casa extravagante y lujosa, donde un empleado del dueño realiza un asado con su familia. Foster se queja de como se cortó la mano con el alambre de púas para llegar al salir del campo de golf. Accidentalmente retiene a la familia al escuchar voces y sirenas pero termina dejándoles ir.
Foster llama de nuevo a Beth y le menciona cómo ha cambiado la heladería favorita de ella, que está cerca de la casa. Ella cuelga el teléfono entendiendo que está fuera y logra huir con Adele. Poco después de que Foster llegue a la casa vacía y mientras mira en la televisión viejos videos caseros con su hija y exesposa, llegan a su vez Prendergast y Torres. Foster en su huida dispara y hiere a Torres y corre al Muelle Venice que es el lugar favorito de Beth, mientras Prendergast desarmado, toma el arma de Torres y le persigue. Al final del muelle, Foster encuentra a Beth y Adele. Adele está feliz de verle y Foster pone su arma en el suelo y la abraza, pese al miedo de Beth. Prendergast llega e interviene. Beth patea la pistola lejos del distraído Foster, la recoge y la tira al mar mientras que Prendergast saca su revólver. Pese a que simpatiza con las quejas de Foster sobre ser pisoteado por la sociedad, Prendergast no las acepta como excusa por la destrucción y muerte que ha provocado y le exige que se rinda. Desmotivado al reconocer que es el «hombre malo» de esta historia, Foster le dice a Prendergast que tiene un revólver oculto. Al sacarlo, hace que Prendergast le dispare antes de darse cuenta de que el arma era una pistola de agua y le moja. Foster muere y cae del muelle al mar. Tras conversar con Beth y Adele, Prendergast decide no retirarse ese día como policía.

## Reparto
- Michael Douglas como William «D-Fens» Foster.
- Robert Duvall como Martin Prendergast.
- Barbara Hershey como Elizabeth «Beth» Trevino.
- Rachel Ticotin como Sandra Torres.
- Tuesday Weld como Amanda Prendergast.
- Frederic Forrest como Nick.
- Michael Paul Chan como Sr. Lee
- Steve Park como el detective Brian.
- Vondie Curtis-Hall como persona no económicamente viable
- Lois Smith como la Madre de D-Fens.
- Joey como Adele Foster-Trevino.
- Raymond J. Barry como capitán Yardley.
- D. W. Moffett como el detective Lydecker.
- Dedee Pfeiffer como Sheila Folsom, empleada de Burger Whammy.